# Iggy Brazdeikis
Ignas Brazdeikis, detto Iggy (Kaunas, 8 gennaio 1999), è un cestista lituano naturalizzato canadese, professionista nella NBA e in Europa.

## Biografia
Nato in Lituania, si è trasferito da piccolo con la famiglia a Chicago, dove però ha vissuto per poco in quanto si è spostato quasi subito con la famiglia in Canada dove poi è cresciuto. Prima di stabilirsi a Oakville in Ontario, ha vissuto a Winnipeg e a Etobicoke. Sua zia Lina Brazdeikytė è un'ex giocatrice di basket, ora allenatrice.

## Caratteristiche tecniche
Di ruolo ala piccola, può giocare anche da ala grande, dispone di un buon QI cestistico ed è un ottimo scorer, oltre a essere grintoso e duro a livello mentale.

## Carriera
È stato selezionato dai Sacramento Kings al secondo giro del Draft NBA 2019 (47ª scelta assoluta).

## Statistiche

### College
| Anno      | Squadra             | PG | PT | MP   | TC%  | 3P%  | TL%  | RP  | AP  | PRP | SP  | PP   |
| --------- | ------------------- | -- | -- | ---- | ---- | ---- | ---- | --- | --- | --- | --- | ---- |
| 2018-2019 | Michigan Wolverines | 37 | 37 | 29,6 | 46,2 | 39,2 | 77,3 | 5,4 | 0,8 | 0,7 | 0,5 | 14,8 |
| Carriera  | Carriera            | 37 | 37 | 29,6 | 46,2 | 39,2 | 77,3 | 5,4 | 0,8 | 0,7 | 0,5 | 14,8 |

### NBA

#### Regular Season
| Anno      | Squadra            | PG | PT | MP   | TC%  | 3P%  | TL%  | RP  | AP  | PRP | SP  | PP   |
| --------- | ------------------ | -- | -- | ---- | ---- | ---- | ---- | --- | --- | --- | --- | ---- |
| 2019-2020 | N.Y. Knicks        | 9  | 0  | 5,9  | 27,3 | 11,1 | 80,0 | 0,6 | 0,4 | 0,0 | 0,1 | 1,9  |
| 2020-2021 | N.Y. Knicks        | 4  | 0  | 1,8  | 0,0  | -    | 100  | 0,5 | 0,3 | 0,0 | 0,0 | 0,5  |
| 2020-2021 | Philadelphia 76ers | 1  | 0  | 8,0  | 0,0  | 0,0  | -    | 2,0 | 0,0 | 0,0 | 0,0 | 0,0  |
| 2020-2021 | Orlando Magic      | 8  | 0  | 29,3 | 44,3 | 40,7 | 66,7 | 5,1 | 2,0 | 0,5 | 0,4 | 11,1 |
| 2021-2022 | Orlando Magic      | 42 | 1  | 12,8 | 43,1 | 31,0 | 65,6 | 1,7 | 0,9 | 0,2 | 0,1 | 5,0  |
| Carriera  | Carriera           | 64 | 1  | 13,1 | 41,6 | 31,5 | 68,6 | 1,9 | 0,9 | 0,2 | 0,1 | 5,0  |

### Eurolega
| Anno      | Squadra         | PG | PT | MP   | TC%  | 3P%  | TL%  | RP  | AP  | PRP | SP  | PP   |
| --------- | --------------- | -- | -- | ---- | ---- | ---- | ---- | --- | --- | --- | --- | ---- |
| 2022-2023 | Žalgiris Kaunas | 35 | 28 | 22,4 | 44,0 | 31,3 | 80,5 | 2,9 | 1,3 | 0,4 | 0,1 | 11,6 |
| 2023-2024 | Olympiakos      | 27 | 5  | 10,9 | 33,7 | 22,6 | 74,1 | 1,7 | 0,6 | 0,2 | 0,1 | 3,6  |
| Carriera  | Carriera        | 62 | 33 | 17,4 | 41,7 | 29,2 | 78,9 | 2,4 | 1,0 | 0,3 | 0,1 | 8,1  |

## Palmarès

### Squadra
- Campionato lituano: 2

Žalgiris Kaunas: 2022-2023, 2024-2025
- Coppa di Lituania: 2

Žalgiris Kaunas: 2022-2023, 2024-2025
- Coppa di Grecia: 1

Olympiakos: 2023-2024
- Supercoppa greca: 1

Olympiakos: 2023

### Individuale
- MVP Coppa di Lituania: 1

Žalgiris Kaunas: 2024-2025